# 波拉欣峰
46°27′39″N 9°45′10″E / 46.46083°N 9.75278°E

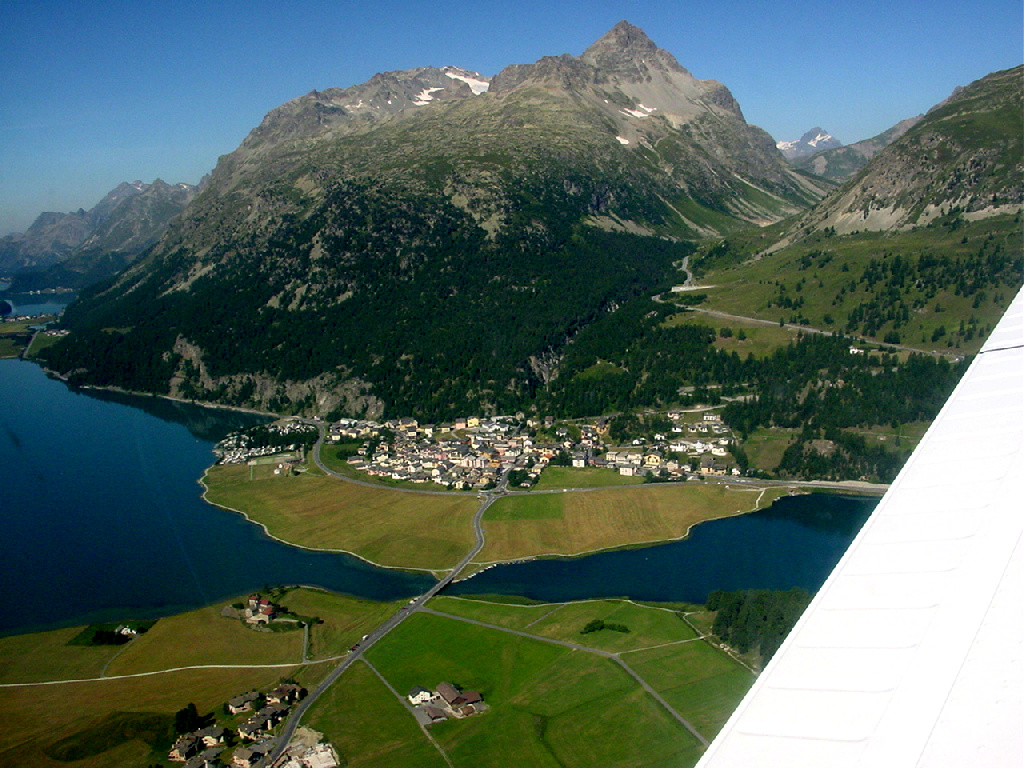

波拉欣峰（Piz Polaschin），是瑞士的山峰，位於該國東南部，由格勞賓登州負責管轄，屬於阿爾布拉山脈的一部分，海拔高度3,013米，每年平均降雨量1,693毫米。